# Paradise (Kanada)
Paradise – miasto w Kanadzie, w prowincji Nowa Fundlandia i Labrador.